# 마이클 켄워시
마이클 켄워시(Michael Kenworthy, 1975년 8월 18일 ~ )는 미국의 배우, 영화배우이다.
뉴올리언스에서 태어났다.

## 영화
- 우주 생명체 블롭 (1988년)
- 바탈리언 2 (1988년) - 제시 윌슨 역